# Бопиј (Лот и Гарона)
Бопиј (фр. Beaupuy) насеље је и општина у југозападној Француској у региону Аквитанија, у департману Лот и Гарона која припада префектури Марманд.
По подацима из 2011. године у општини је живело 1.518 становника, а густина насељености је износила 185,8 становника/km². Општина се простире на површини од 8,17 km². Налази се на средњој надморској висини од 100 метара (максималној 103 m, а минималној 28 m).

## Демографија
| 1962. | 1968. | 1975. | 1982. | 1990. | 1999. | 2011. |
| ----- | ----- | ----- | ----- | ----- | ----- | ----- |
| 569   | 585   | 739   | 964   | 1.050 | 1.028 | 1.518 |

График промене броја становника у току последњих година